# Chiropodomys karlkoopmani
Chiropodomys gliroides és una espècie de mamífer rosegador de la família dels múrids. És endèmica de l'arxipèlag de Mentawai (Indonèsia), on viu a les illes de Pagai Utara i Siberut. Es tracta d'un animal arborícola. El seu hàbitat natural són les selves tropicals de plana. Està amenaçada per la tala d'arbres. Aquest tàxon fou anomenat en honor del zoòleg estatunidenc Karl Koopman.